# Reaction Motors XLR-11
Il Reaction Motors XLR-11 (indicato dalle fonti anche come XLR11) era un motore a razzo progettato negli Stati Uniti d'America dalla Reaction Motors, Inc. ed installato, a partire dal 1946, a bordo di diversi aerei sperimentali, tra cui il Bell X-1 e il North American X-15.
Alimentato da ossigeno liquido e da etanolo diluito con acqua, l'XLR-11 era il primo endoreattore a propellente liquido sviluppato negli Stati Uniti per l'impiego aeronautico. 

## Storia del progetto
Il motore, che vide l'avvio della fase di progettazione nel 1943, ebbe un'insolita longevità, venendo impiegato su svariati aeroplani sperimentali presso la base di Edwards per circa trent'anni, dal 1946 al 1975. Grazie a questo motore il Bell XS-1 compì il suo primo volo supersonico nel 1947. Nel 1959, la versione sviluppata per la US Navy denominata XLR-8 (ma praticamente identica all'XLR-11) fu installata sul Douglas D-558-2 Skyrocket. L'anno seguente, e fino a quando il motore definitivo del North American X-15 (il Thiokol XLR-99) non fu disponibile, fu impiegato come soluzione temporanea per continuare lo sviluppo dell'aeromobile, consentendogli di raggiungere velocità di Mach 3,23. Una volta entrato in servizio l'XLR-99, i vecchi XLR-11 furono dismessi e donati a vari musei. Sei anni dopo, però, questi stessi motori vennero revisionati e rimessi in servizio per supportare il programma di ricerca della NASA sui corpi portanti. L'ultimo volo di un XLR-11 fu compiuto su un X-24B il 23 settembre 1975.

## Tecnica
Era dotato di quattro camere di combustione costruite in acciaio inossidabile che integravano alle loro estremità un ugello convergente-divergente separato ed indipendente da quelli delle altre. La miscela di alcol ed acqua, prima di essere immessa in camera di combustione, era fatta scorrere all'interno delle pareti dell'ugello e della camera stessa in modo da raffreddarle e recuperare allo stesso tempo parte del calore contenuto nei gas di scarico grazie alla rigenerazione. Le temperature massime all'interno della camera di combustione erano dell'ordine di 2 500 °C, ma esternamente, grazie al sistema di raffreddamento, si mantenevano inferiori ai 60 °C.
L'accensione della miscela di alcol (75%) ed acqua (25%) con l'ossigeno liquido era garantita da una candela di accensione che avviava la reazione in una microcamera posta nella testa della camera di combustione vera e propria. La spinta generata da ogni camera di combustione non poteva essere regolata, ma si potevano accendere o spegnere indipendentemente le varie camere di combustione in modo da calibrare la spinta totale richiesta durante le varie fasi del volo: il motore nel suo complesso poteva dunque erogare da 6 672 N (1 500 lbf) a un massimo di 26 689 N (6 000 lbf).
La velocità di uscita dei gas di scarico era di circa 1 884 m/s (pari a 6 783 km/h).

## Versioni
- XLR11-RM-3 – Anche noto come A6000C4. Versione con serbatoi pressurizzati con azoto da 26 689 N (6 000 lbf) di spinta, installata sulla prima generazione di Bell X-1.
- XLR11-RM-5 – Anche noto come E6000-D4.  Installato su X-1A, -1B e -1D.[6][7]
- XLR11-RM-6 – Installato sull'X-1B. Dotato di impianto di alimentazione a turbopompe.[6]
- XLR11-RM-9 – Introdotto successivamente al -6 (da cui differiva solamente per il sistema di accensione elettrico a bassa tensione invece di quello precedente ad alta tensione) sull'X-1B. Installato sul Republic XF-91 Thunderceptor. Quattro camere di combustione da 1 500 lbf di spinta ciascuna.[8]
- XLR11-RM-13 – Installato sul Martin Marietta X-24. Sul North American X-15 fu adottato come soluzione intermedia (in attesa del motore definitivo XLR-99) montato in coppia per un totale di otto camere di combustione da 8,9 kN (2 000 lbf) di spinta ciascuna.
- LR8-RM-5 – Versione per la United States Navy (virtualmente identica all'XLR11 sviluppato per la United States Army) installata sul Douglas D-558-2 Skyrocket numero 1 e sul Bell X-1E.[9]
- LR8-RM-6 – Versione installata sul Douglas D-558-2 Skyrocket numero 2.[10]

## Velivoli utilizzatori
Stati Uniti
- Bell X-1
- North American X-15
- Douglas D-558-2 Skyrocket (motore ausiliario)
- Republic XF-91 Thunderceptor (motore ausiliario)
- Northrop M2-F2 (installato ma mai acceso in volo)
- Northrop M2-F3
- Martin Marietta X-24